# Jacobaea erucifolia
Jacobaea erucifolia (жовтозілля павутинясте або жовтозілля еруколисте як Senecio erucifolius — вид рослин з родини айстрових (Asteraceae), поширений у Європі й на південний схід до північного Ірану й на схід до центральної Азії та Сибіру.

## Опис
Багаторічна рослина, трава 50–150 см заввишки. Листки з лінійно-ланцетними лопатями, до 6 мм завширшки, надрізаними на нечисленні часточки. Кошики 2–2.5 см шириною. Внутрішні листочки обгортки ланцетоподібні, 4.2–4.5 мм завдовжки, зовнішні листочки обгортки в кількості 5–6, шилоподібні, в 2–3 рази коротші від внутрішніх. Язичкових квіток 10–15. Сім'янки циліндричні, клиноподібні.

## Поширення
Поширений у Європі й на південний схід до північного Ірану й на схід до центральної Азії та Сибіру.
В Україні вид зростає на засолених луках, по берегах річок, на степових схилах — в Закарпатті (Великоберезнянський р-н, с. Малий Березний, м. Рахів, гора Плішка, Ужгород), Лісостепу та Лівобережному Злаково-Луговому Степу, нерідко заходить в Полісся та Крим.

## Використання
Рослина використовується в пластирах, мазях і припарках. Цей вид споріднений зі звичайним, Senecio vulgaris, і, як кажуть, має подібні властивості. Потрібно використовувати з обережністю, через токсичність. Усі частини рослини отруйні для багатьох ссавців, у тому числі й людини. Токсин впливає на печінку і має кумулятивний вплив. Деяким ссавцям, наприклад кроликам, рослина не завдає шкоди, і вони часто шукають її. Різні птахи також їдять листя і насіння.

## Галерея

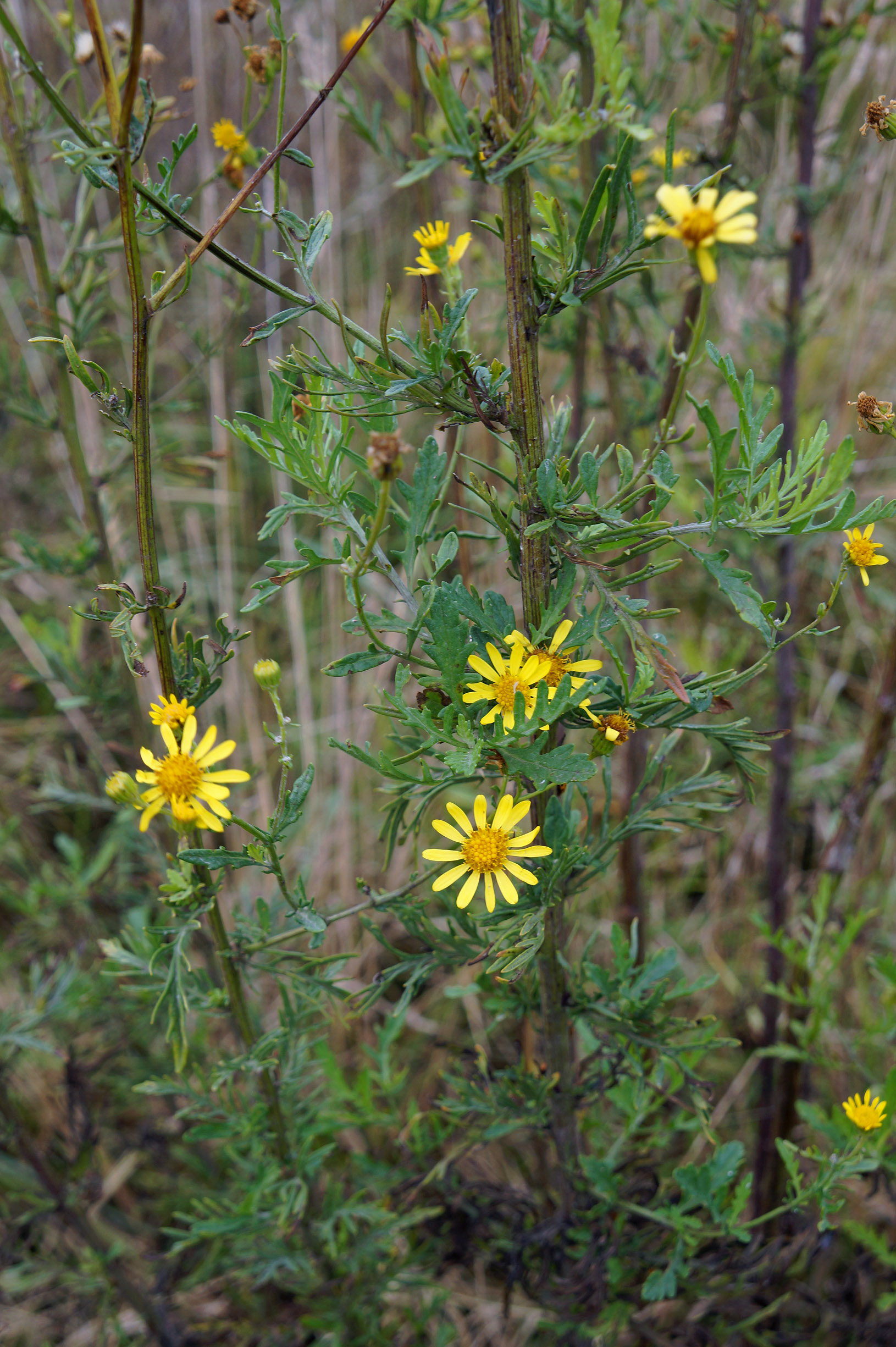
рослина
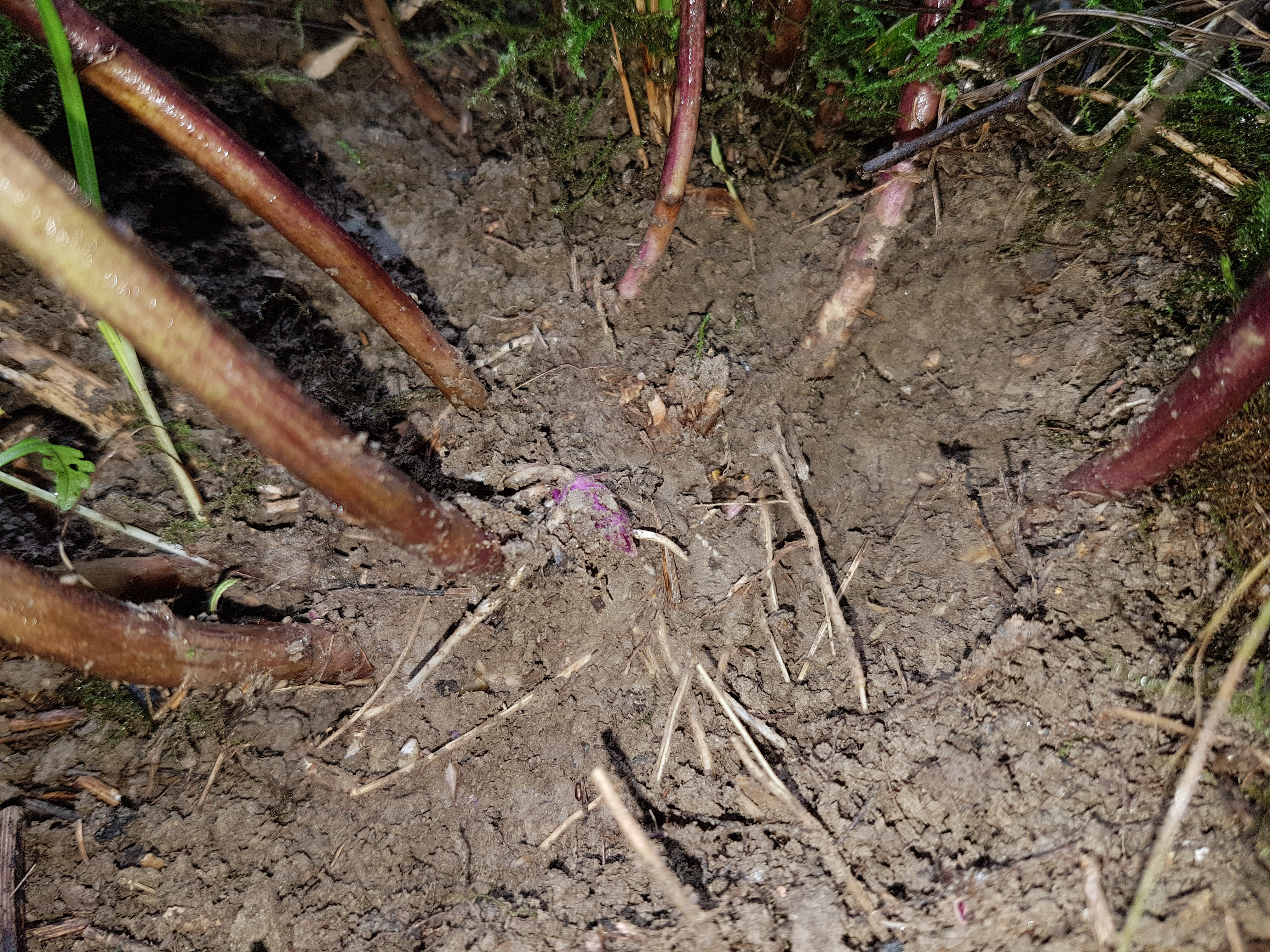
нижня частина стебла
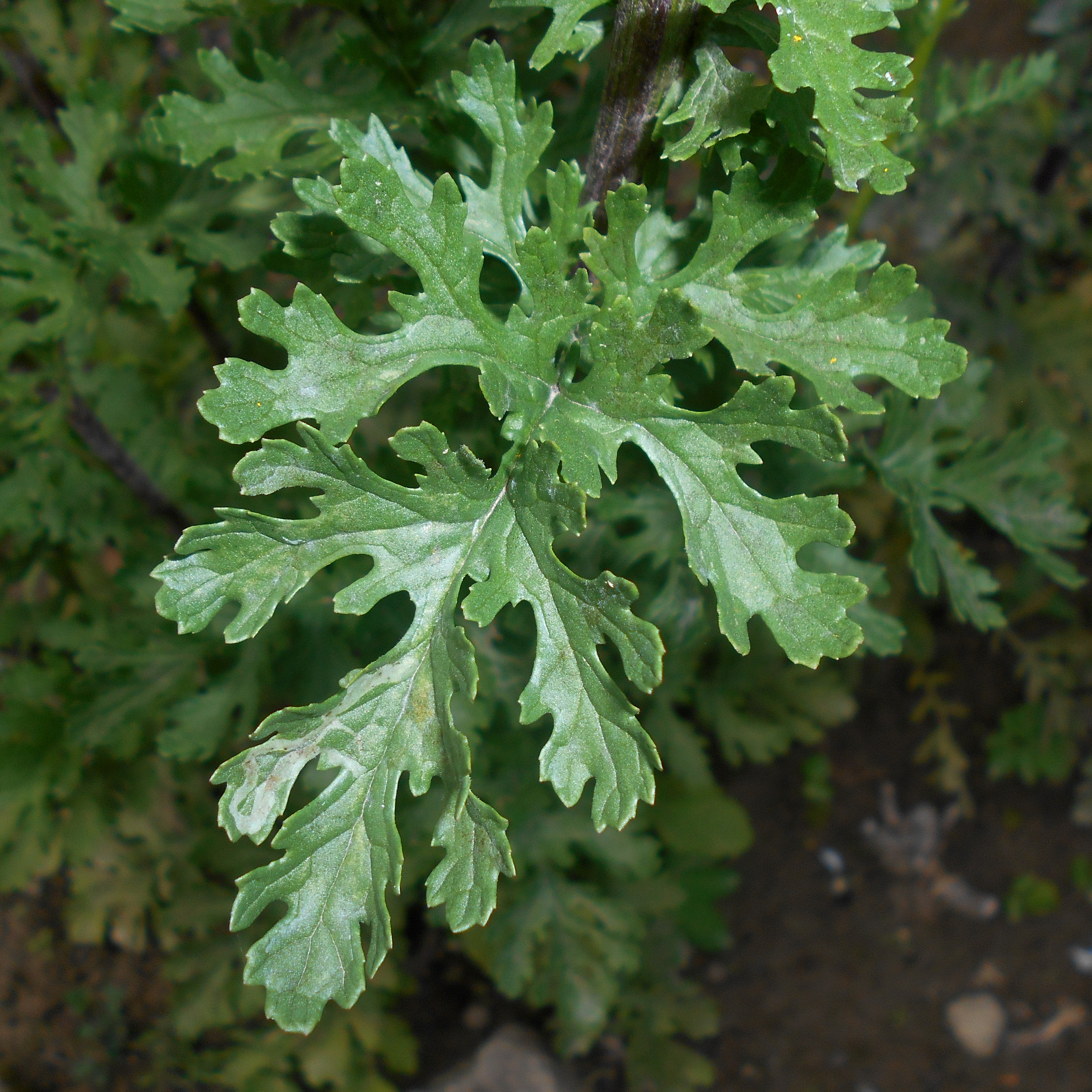
листок
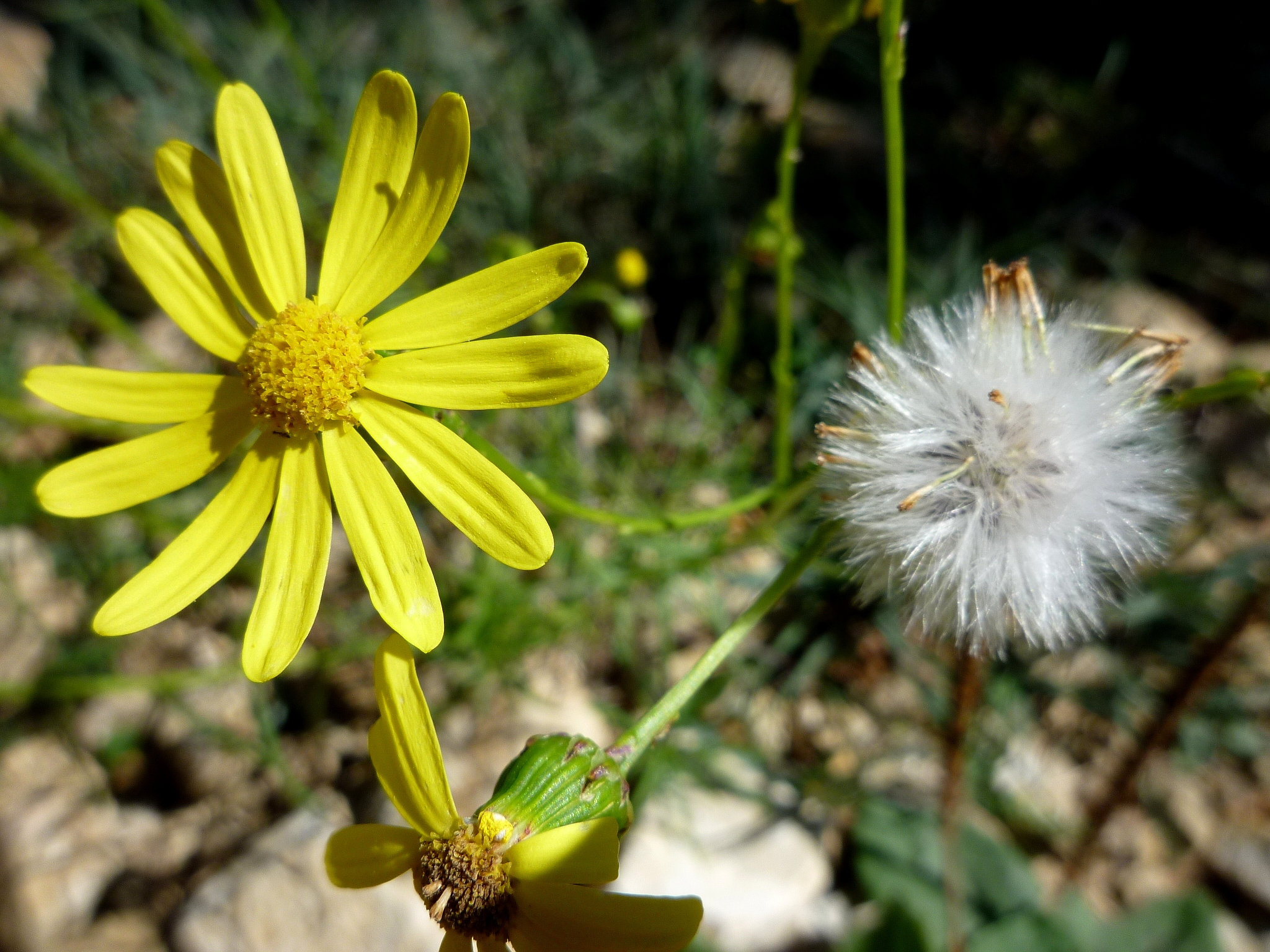
квіткова голова
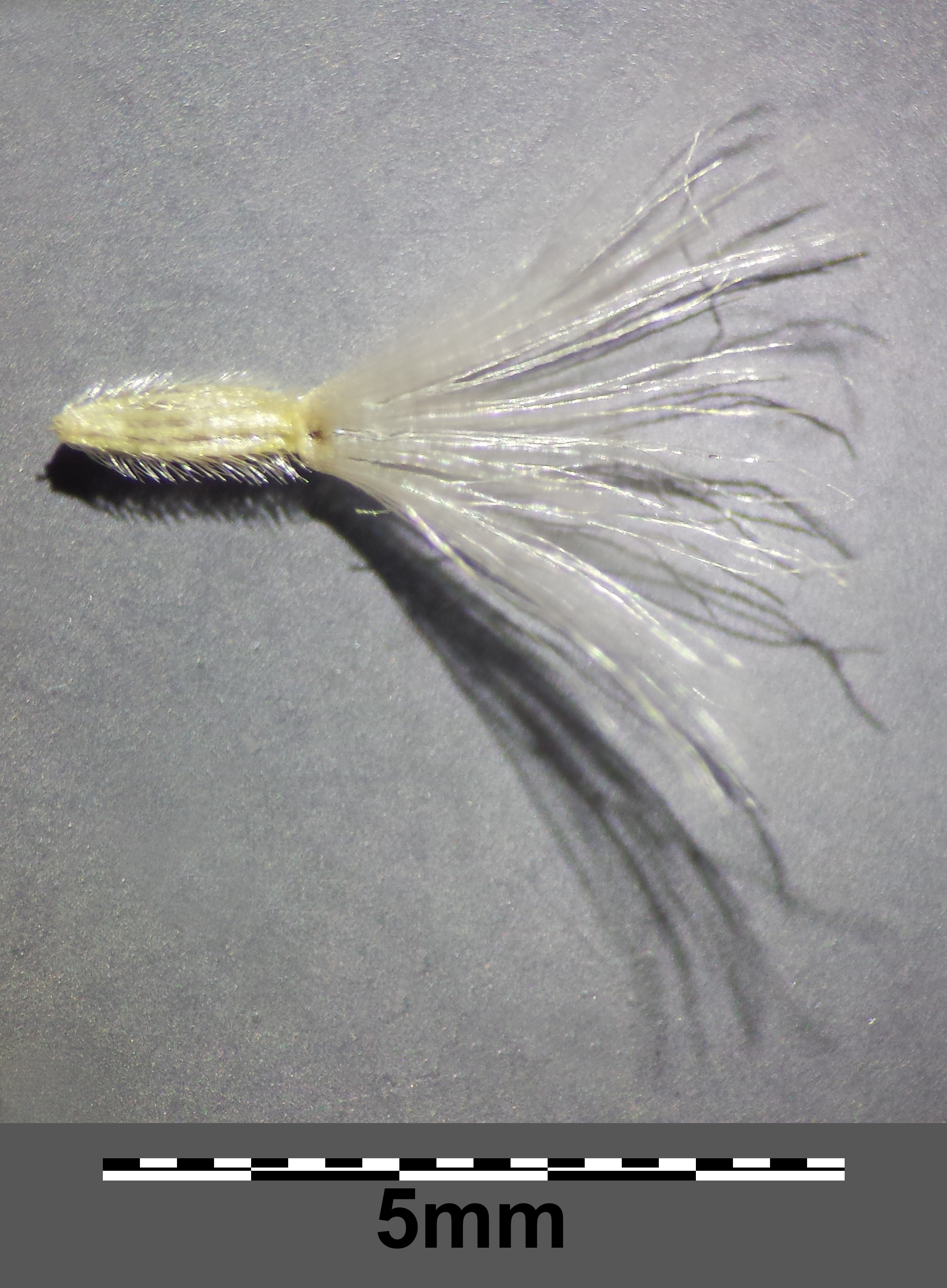
сім'янка з папусом
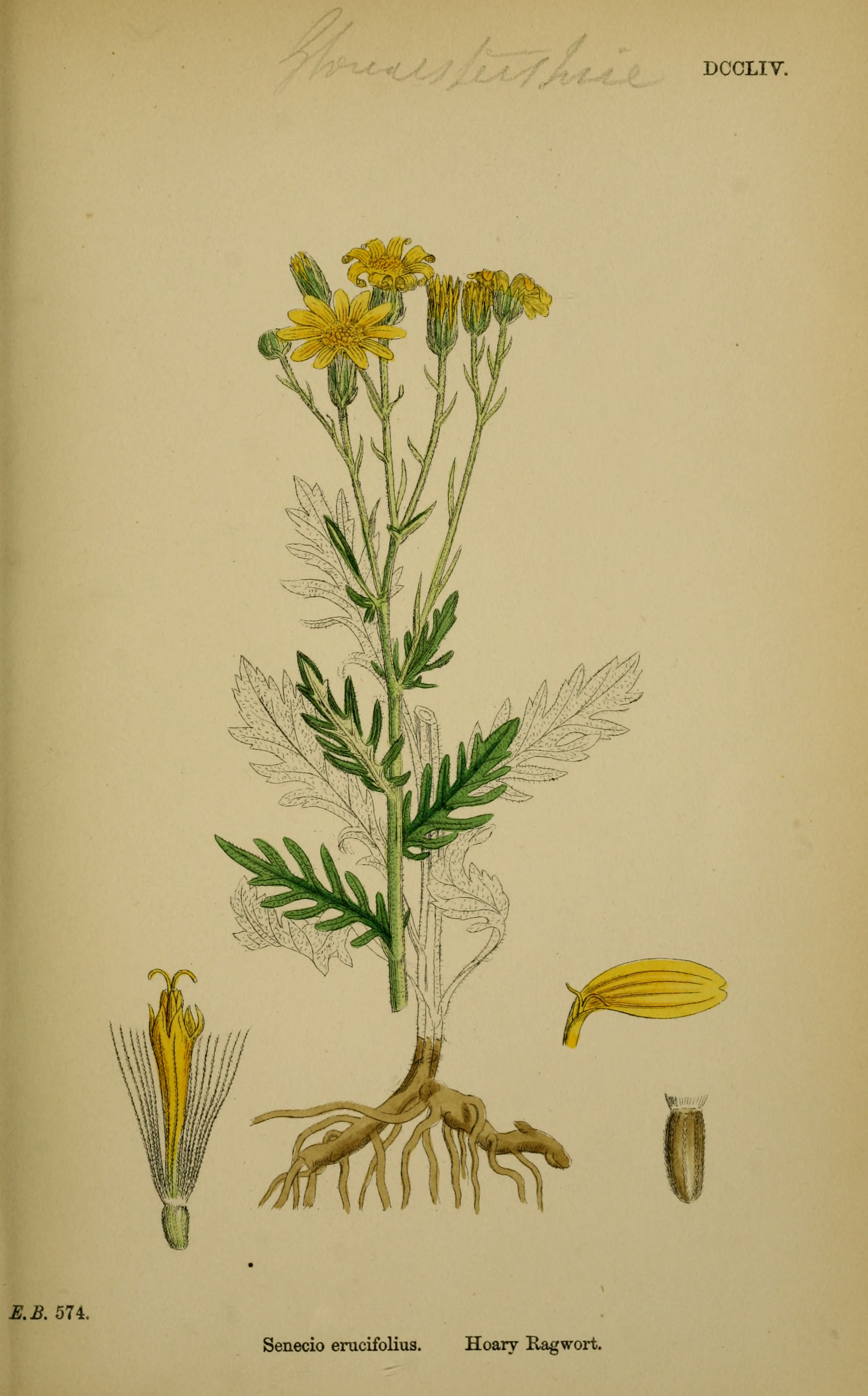
ілюстрація